# 双头鸡
双头鸡，是中国传说记载的异鸡，在汉武帝太初二年,大月氏国进贡一只双头鸡,四条腿一条尾巴,鸣叫的时候两个头的嘴巴一起张开。汉武帝就把这只鸡养放在甘泉馆,并让别的鸡与它交配,且孵出的鸡与它為同一种类,但不能鸣叫。于是汉武帝认为这只鸡不吉祥,就将其送还西域。黑龙江民间故事也有镜泊公主把褡裢袋扔进鸡窝,没多久,孵出一个双头鸡,但活不過几天就死了。从此,老母鸡窝常孵出双头小鸡,此故事属于满族传说。

## 记载
《太平广记》汉武帝时,大月氏国献双头鸡,四足一尾,鸣则二头俱鸣。帝置于甘泉宫,更以他鸡混之,得其种而不能鸣,人以为不祥。帝命送还其国,行至西关,鸡反顾汉宫而哀鸣,飞入霄汉,不知所往。时有谣云: “三七末世鸡不鸣,宫中荆棘乱相系,当有九虎争为帝。」
【不明】：说: “要我们做官,除非是先请我们吃碗长脚蚊子的脑子和双头鸡的膝头! ”所以后来基诺族就没有做官。接下来是分工具,布朗族拿了锄头,基诺族拿了背箩,傣族拿了扁担。最后开始分文字了。神把给基诺族的文字写在牛皮上,给傣族的文字写在芭蕉叶上,给布朗族的文字

## 参看
中国妖怪列表